# 3217-es mellékút (Magyarország)
A 3217-es számú mellékút egy nagyjából 22 kilométeres hosszúságú, négy számjegyű mellékút Jász-Nagykun-Szolnok vármegye északi részén; Kunhegyest köti össze a Tisza-tó térségével.

## Nyomvonala
Kunhegyes belterületének északi részén ágazik ki a 3221-es útból, annak 800-as méterszelvénye közelében, kelet felé. Széchenyi utca néven halad a lakott terület keleti széléig, közben – mintegy 400 méter után – kiágazik belőle északi irányban a Kál-Kápolna–Kisújszállás-vasútvonal Kunhegyes vasútállomását kiszolgáló 32 325-ös számú mellékút. Az állomás térségét elhagyva észak-északkeleti irányba fordul és a Tiszaszentimrei út nevet veszi fel, keresztezi a vasutat, majd kevéssel azután – még az első kilométere előtt – kilép a belterületről.
3,7 kilométer megtétele után lép át Abádszalók területére, ám lakott helyeket itt nem érint. A 8. kilométerétől Tomajmonostora határai közt – és kevéssel azután már a község lakott területén – folytatódik, települési neve itt Széchenyi út. A 11. kilométerénél már Tiszaszentimre határai között, ezen belül is az Újszentgyörgy nevű, különálló településrész nyugati széle mellett húzódik, északi irányban.
A 13. és 14. kilométerei táján két elágazása, és egyben két jelentősebb irányváltása is van: előbb keletnek fordul, és ugyanott beletorkollik a Tiszaderzstől induló 3218-as út, majd újra északi irányt vesz, ott pedig a 3219-es út ágazik ki belőle keletnek, Kunmadaras felé. A 15. és 17. kilométerei között Tiszaszentimre belterületén húzódik végig, Fő út néven, közben, a község északi felében kiágazik belőle kelet felé a Karcag–Tiszafüred-vasútvonal Tiszaszentimre vasútállomását kiszolgáló 32 321-es számú mellékút. Utolsó, nagyjából egy kilométernyi szakaszát Tiszaszőlős lakatlan külterületei között teljesíti, ott is ér véget, beletorkollva a 3216-os útba, annak az 53+900-as kilométerszelvénye táján.
Teljes hossza, az országos közutak térképes nyilvántartását szolgáló kira.kozut.hu adatbázisa szerint 22,027 kilométer.

## Története
1920 körül építették ki kövezett útként, 1971-ben a kiskörei vízerőmű építésekor pedig betonburkolatot kapott, eddigi utolsó beavatkozás 2004-ben volt.

## Települések az út mentén
- Kunhegyes
- (Abádszalók)
- Tomajmonostora
- Tiszaszentimre
- (Tiszaszőlős)